# Барра-Фунда
Барра-Фунда (порт. Barra Funda) — муниципалитет в Бразилии, входит в штат Риу-Гранди-ду-Сул. Составная часть мезорегиона Северо-запад штата Риу-Гранди-ду-Сул. Входит в экономико-статистический микрорегион Каразинью. Население составляет 2338 человек на 2007 год. Занимает площадь 60,033 км². Плотность населения — 40,3 чел./км².

## История
Город основан в 1994 году.

## Статистика
- Валовой внутренний продукт на 2003 составляет 49 911 422,00 реала (данные: Бразильский институт географии и статистики).
- Валовой внутренний продукт на душу населения на 2003 составляет 21 393,67 реала (данные: Бразильский институт географии и статистики).
- Индекс развития человеческого потенциала на 2000 составляет 0,813 (данные: Программа развития ООН).